# Amar Akbar Anthony
Amar Akbar Anthony (Devnagari: अमर अकबर एन्थोनी) to bollywoodzki dramat rodzinny i film akcji z 1977 roku. W tytułowych rolach trzech braci rozdzielonych w dzieciństwie i wychowanych w trzech różnych religiach: Amitabh Bachchan (chrześcijanin Anthony), Vinod Khanna (hindus Anar) i Rishi Kapoor (muzułmanin Akbar). Film, którego podstawą jest motyw rozdzielonych i odnalezionych obraca się wokół problemu, kto kim jest. Bohaterowie nie są świadomi łączących ich relacji: braterskiej bądź synowsko-rodzicielskiej. Nad wątkami scalania rodziny, krzywdy doszukującej się kary czy wręcz zemsty na krzywdzicielu i rodzących się miłości dominuje temat jedności wiary w Boga przekraczającej różnice wyznań. Film jest wezwaniem do tego, aby w Indiach jak w rodzinie zobaczyć, że i hindus i muzułmanin i chrześcijanin są sobie braćmi, że jeśli są razem, jak mówi tytułowa piosenka, to mogą niemożliwe uczynić możliwym. Bohaterowie zostają rozdzieleni 15 sierpnia w Dniu Niepodległości, który dla Indii w 1947 roku stał się oprócz symbolu wolności, także dniem podziału na Indie i Pakistan, symbolem braterskich podziałów, krwi, która polała się pomiędzy hindusami, muzułmanami i sikhami. Odnalezienie się bohaterów w filmie jest wołaniem o jedność Indii niezależnie od wyznań i rachunku krzywd z przeszłości.
Film miał swój remake w telugu pt. Ram Robert Rahim (1980).

## Fabuła
Kishelal (Pran) odsiedziawszy za swojego pana, Roberta (Jeevan) wyrok w więzieniu, dowiaduje się, że ten nie wywiązał się z opieki nad jego rodziną. Zastawszy swoje dzieci głodne, a żonę chorą na gruźlicę, z rozpaczy próbującą popełnić samobójstwo, rozżalony wyrzuca szefowi zaniedbanie. Spotyka go w zamian tylko pogarda i poniżenie. Po nieudanej próbie zastrzelenia Roberta ucieka pobity zabierając po drodze ze slumsów swoich trzech synków. Bojąc się o nich pozostawia ich pod pomnikiem Gandhiego. Liczy, że uda mu się zmyliwszy poślizg wrócić po nich. Niestety podczas ucieczki dochodzi do wypadku. Samochód prowadzony przez Kishalala spada w przepaść. Pozostawione przez niego dzieci rozpraszają się. Na szczęście Bóg przewidział dla każdego z nich współczującego opiekuna. Amar dostaje się pod opiekę hinduskiego policjanta. Raju otacza troską muzułmański krawiec. Chłopiec przybiega do niego, jak do ojca słysząc swoje nowe imię: Akbar. Najmłodsze, znajduje na progu kościoła ksiądz, stąd dostaje ono na chrzcie chrześcijańskie imię Anthony.
Mija dwadzieścia lat. W mieście przecinają się drogi trzech obcych sobie ludzi: hinduskiego policjanta Amara (Vinod Khanna), muzułmańskiego śpiewaka gazeli Akbara (Rishi Kapoor) i chrześcijańskiego zabijaki Anthony’ego (Amitabh Bachchan).

## Obsada
- Amitabh Bachchan – Anthony Gonsalves
- Vinod Khanna – inspektor Amar Khanna
- Rishi Kapoor – Akbar Allhabadi/Raju
- Parveen Babi – Jenny
- Neetu Singh – Dr. Salma Ali
- Shabana Azmi – Laxmi
- Nirupa Roy – Bharati
- Pran – Kishanlal
- Jeevan – Robert
- Ranjeet – Ranjeet

## Nagrody
- Nagroda Filmfare Krytyków dla Najlepszego Aktora – Amitabh Bachchan
- Nagroda Filmfare za Najlepszą Muzykę – Laxmikant-Pyarelal
- Nagroda Filmfare za Najlepszy Montaż – Kamlakar Karkhanis

## Muzyka i piosenki
Muzykę do filmu skomponował duet Laxmikant-Pyarelal, autorzy muzyki do takich filmów jak Khalnayak, Hum, Dayavan, Ram Lakhan, Mr. India, Tezaab Is Acid, Amar Akbar Anthony, Bobby. Bohater grany przez Amitabh Bachchana śpiewa głosem Kishore Kumara, a grany przez Rishi Kapoor głosem Mohammeda Rafi.
- Amar Akbar Anthony
- Humko Tumse Ho Gaya Hay Pyaar
- My Name is Anthony Golsalves
- Pardah Hai Pardah
- Shirdi Wale
- Tayaab